# El Pinacate és Altar-sivatag Bioszféra-rezervátum
Az El Pinacate és Altar-sivatag Bioszféra-rezervátum egy természetvédelmi terület Mexikó északnyugati részén, Sonora államban. A világ legnagyobb biodiverzitású sivatagi élőhelye. 1993 óta bioszféra-rezervátum, 2013 óta a Világörökség részét képezi.

## Földrajz
A rezervátum Mexikó és azon belül Sonora állam északnyugati részén terül el, a Kaliforniai-öböl északi vége és az amerikai országhatár között. Északi részén halad el a 2-es, keleten és délkeleten a 8-as számú főút. Területe 714 556,5 hektár, lakossága mindössze néhány tucat fő.
Legnagyobb részét a Sonora-sivataghoz tartozó Altar-sivatag teszi ki, de keleti felében egy különleges terület található, a fekete színű vulkáni kőzetekből álló talajú El Pinacate, ahol több hatalmas, Maar típusú régi vulkáni kráter is látható. A homokos rész egész Észak-Amerika legnagyobb vándorló dűnés homoksivataga, jellegzetességei a helyenként kialakuló csillag alakú dűnék.

## Élővilág
A rezervátum területén több mint 540-féle (szövetes) növényt írtak le, valamint körülbelül 40 gerinces fajt, 200-féle madarat, 40 hüllőt, de kétéltűek és édesvízi halak is vannak.
A növényzet jó része xerofil matorral, de a tengerpart közelében sótűrő növények (pl. a Larrea és a laboda nemzetségek fajai), néhol pedig fás jellegű fajok és fügekaktuszerdők (helyi nevükön chollalok) is előfordulnak. A vulkáni részen legalább 309 növényfaj fordul elő. Endémikus fajai a Senecio pinacatensis és az Echinomastus erectocentrus var. acunensis. További reprezentatív faj még a Lysiloma watsonii.
Jellegzetes állatai a villásszarvú antilop, a kanadai vadjuh, a gila, a kaliforniai üregteknős, a Phrynosoma mcalli nevű békagyíkféle, a rőtfarkú ölyv, a szirti sas, a prérisólyom, a vándorsólyom, a Bufo retiformis nevű varangyféle és a szarvas csörgőkígyó cercobombus alfaja. Endémikuis állatfajai az Aspidoscelis sackii nevű tejuféle, a Neotoma goldmani nevű hörcsögféle, a mexikói rókamókus, a sonorai iszapteknős, a Leptonycteris curasoae yerbabuenae nevű hártyásorrú denevér, a halevő denevér, a Cyprinodon macularius nevű fogaspontyalakú hal és az Agosia chrysogaster nevű pontyféle.

## Kulturális jelentőség
A területen számos régészeti lelőhely is található, köztük akár 20 000 évesnél régebbiek is. A hely a papagó indiánok (tohono o’odham) számára még ma is szakrális jelentőséggel bír, ugyanis legendáik szerint ez a nép a Pinacate-csúcsról származik.

## Képek

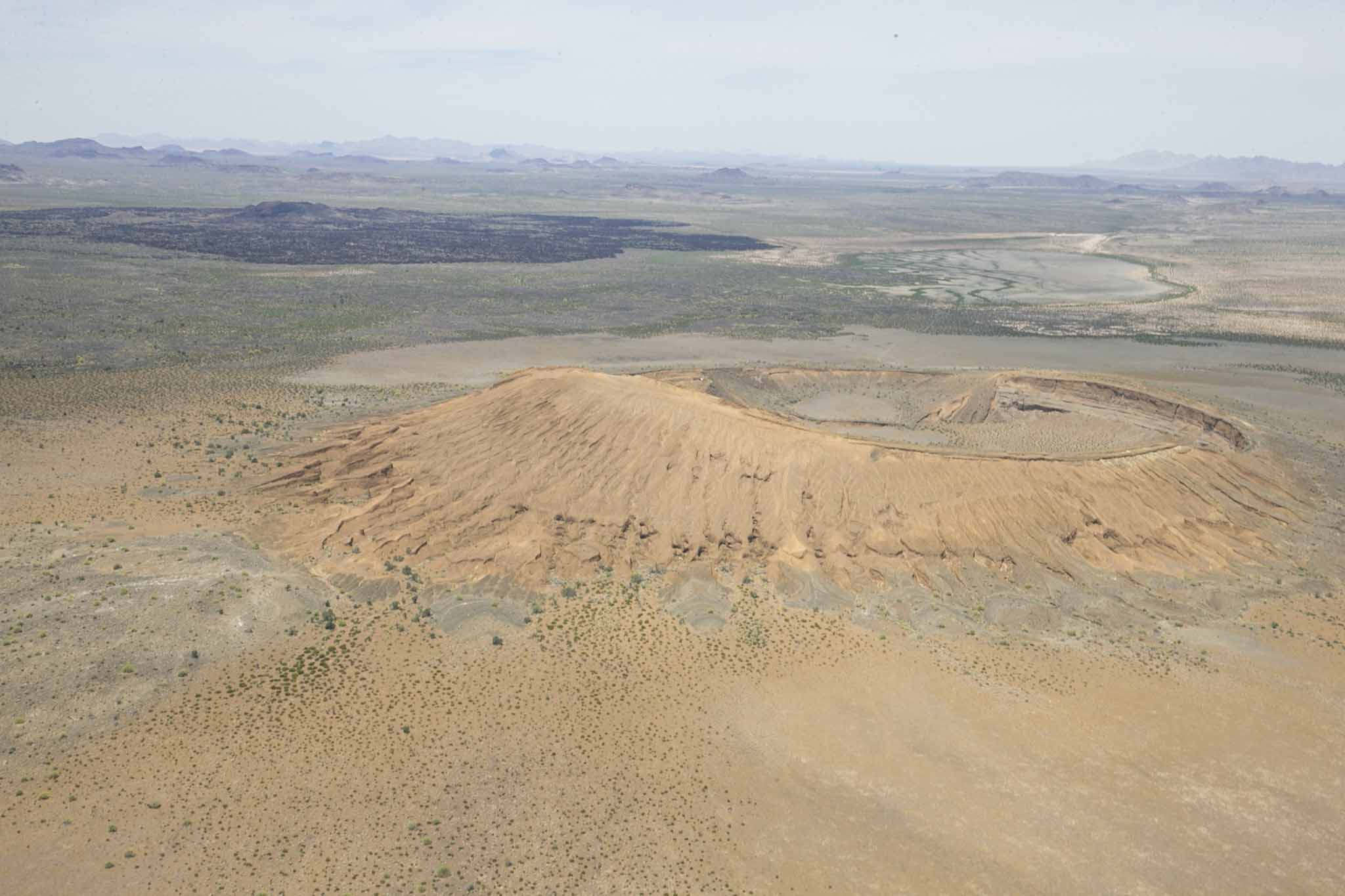
Tájkép
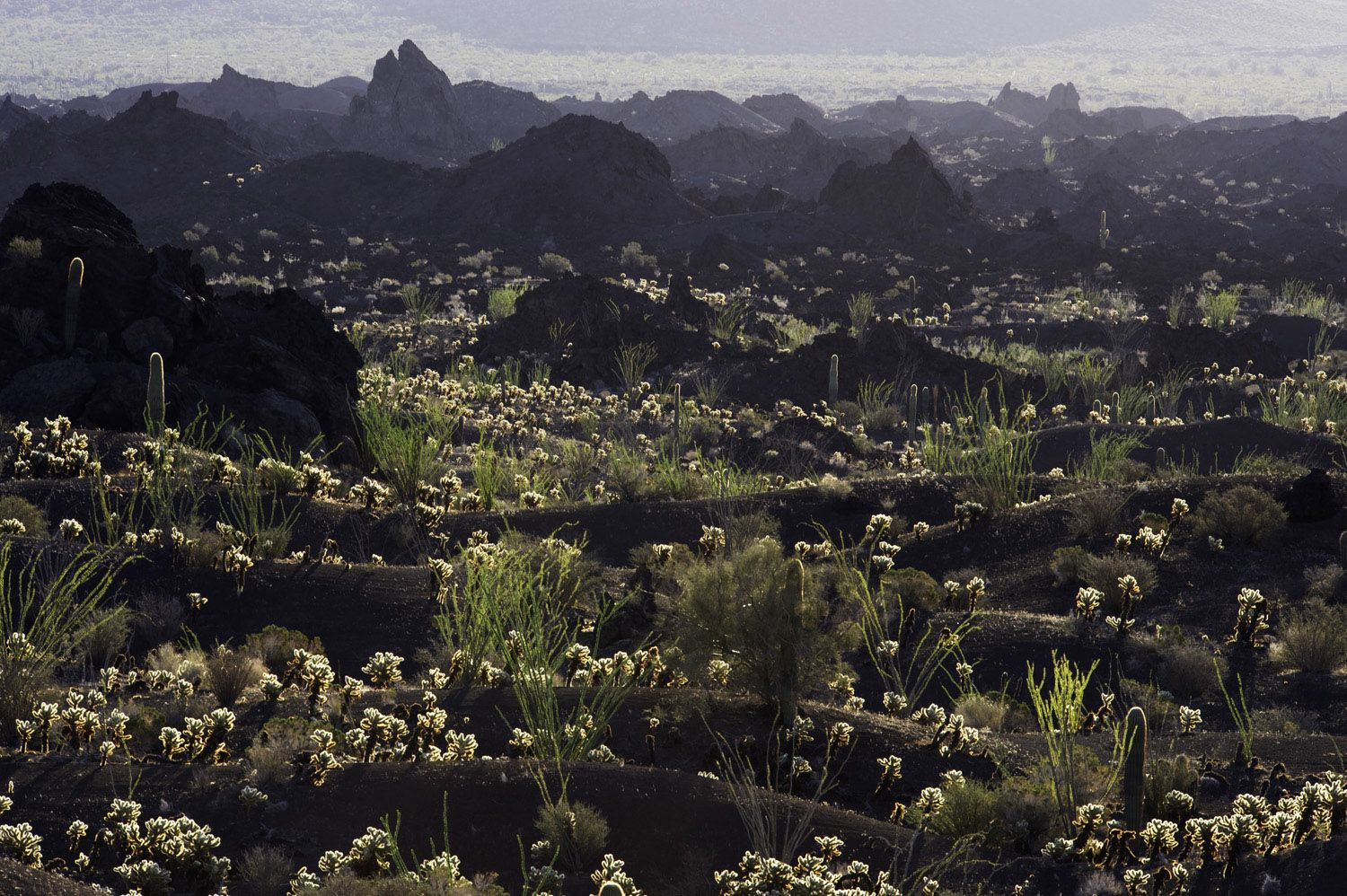
A Pinacate fekete sziklái
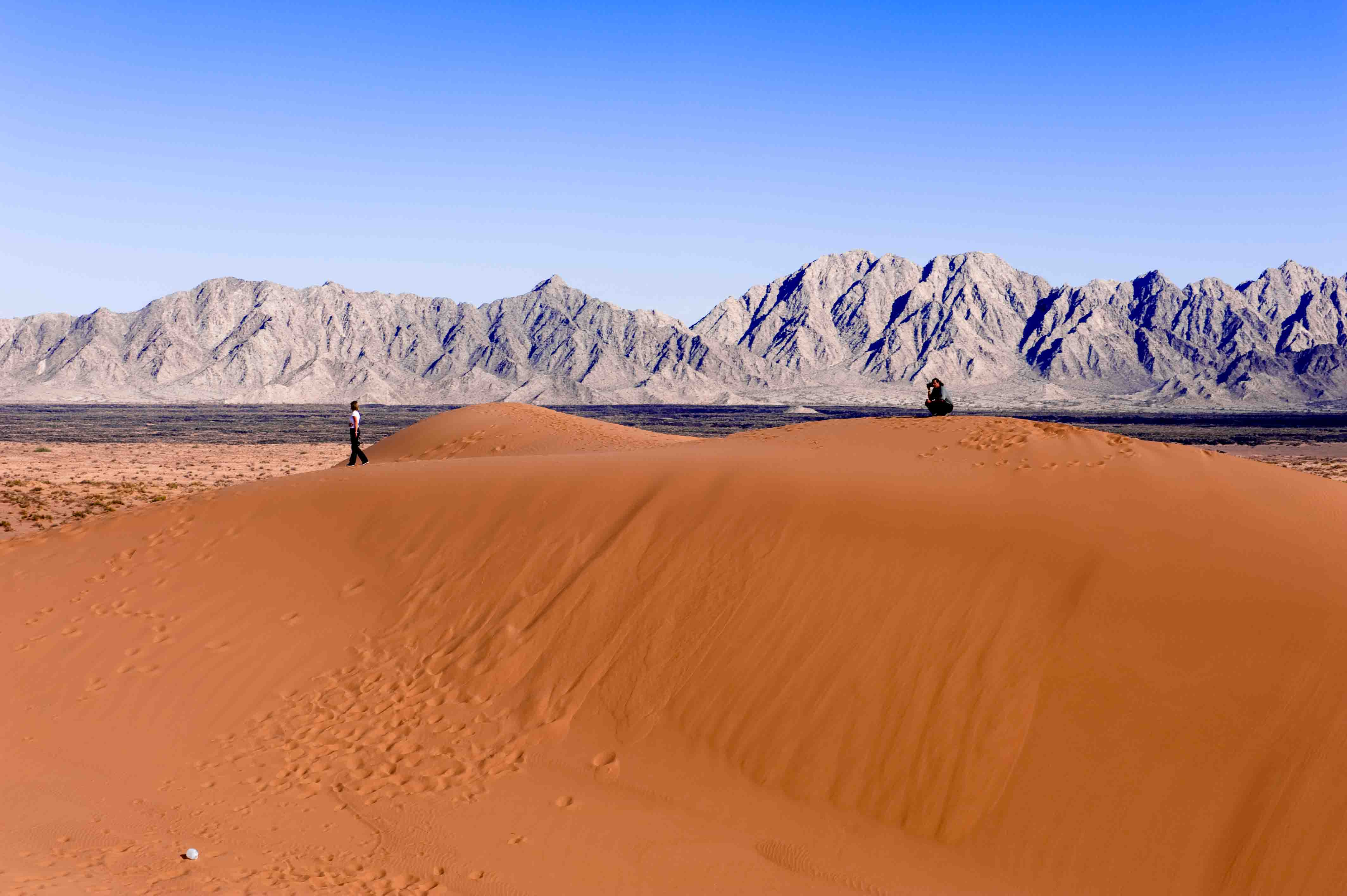
Az Altar-sivatag
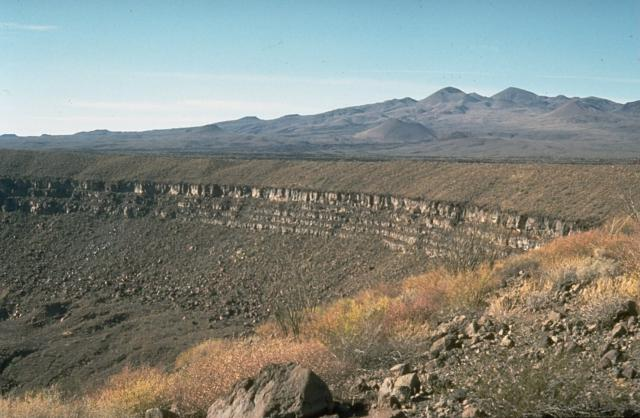
Régi vulkáni kráter